# Мистерија (албум Дуње Илић)
Мистерија је дебитантски студијски албум српске поп певачице и књижевнице Дуње Илић, издат марта 2010. године за ФМ Саунд Продакшн. Све текстове песама написала је сама певачица. Снимљени су музички спотови за песме Бидермајер и Мистерија.

## Списак песама
Аутор(и) свих текстова: Дуња Илић, аутор(и) свих песама: 3, 4, 6Д. Јаков, 1, 5, 7 Горан Петровић (музичар), 8, 9, 10 Р. Дурковић и 2 Неша Јосивљевић.
| №   | Назив                         | Трајање |  |
| 1.  | Мистерија                     | 3:17    |  |
| 2.  | Бидермајер                    | 4:36    |  |
| 3.  | Устани бре и бори се          | 3:35    |  |
| 4.  | Домино дама                   | 3:47    |  |
| 5.  | Зла хероина                   | 5:02    |  |
| 6.  | Цео век сам старија           | 4:47    |  |
| 7.  | Луксузни апартман             | 3:13    |  |
| 8.  | Секс, смрт, паре, моћ и слава | 4:45    |  |
| 9.  | Дурбин                        | 3:43    |  |
| 10. | Једино што памтим и поштујем  | 4:59    |  |